# Thy Art is Murder
A Thy Art is Murder (szó szerinti jelentése: "A te művészeted a gyilkosság", rövidítése: TAIM) ausztrál death-metal/deathcore zenekar. 2006-ban alakultak meg a sydney-i Blacktownban. Lemezkiadóik: Nuclear Blast, Halfcut, Skulls and Bones, UNFD. Az eredeti felállás a következő volt: Brendan van Ryn – ének, Gary Markowski – gitár, Sean Delander – gitár, Josh King – basszusgitár, Lee Stanton – dobok. Mára már csak Sean és Lee az egyetlen, akik a kezdetektől fogva képviselik a zenekart. Először egy EP-t jelentettek meg 2008-ban, első nagylemezüket 2010-ben adták ki. Fő zenei hatásukként a Decapitated, Meshuggah, Behemoth zenekarokat tették meg.

## Tagok
- Sean Delander – ritmusgitár (2006-2010, 2014-), basszusgitár (2010-2014)
- Lee Stanton – dobok (2006-)
- Chris McMahon – ének (2009-2015, 2017-)
- Andy Marsh – gitár (2010-)
- Kevin Butler – basszusgitár (2015-)

## Diszkográfia
- The Adversary (2010)
- Hate (2012)
- Holy War (2015)
- Dear Desolation (2017)
- Human Target (2019)[1]
- Godlike (2023)